# Informationsvakuum
Begrebet "informationsvakuum" refererer til en situation, hvor der er mangel på pålidelig eller tilstrækkelig information om et emne. Dette kan føre til usikkerhed, rygter og fejlinformation, da folk søger at udfylde informationshullet med spekulationer eller uverificerede data.
I krisesituationer, såsom pandemier eller militære konflikter, opstår ofte et informationsvakuum, når officielle kilder ikke hurtigt deler detaljerede oplysninger. Dette kan føre til spredning af rygter og misinformation. For eksempel, under COVID-19-pandemien blev der observeret en massiv spredning af misinformation, hvilket blev betegnet som en "infodemic". Ifølge Pan American Health Organization (PAHO) refererer en infodemic til en stor stigning i mængden af information om et specifikt emne, hvor væksten kan ske eksponentielt på kort tid, hvilket gør det svært for folk at finde pålidelige kilder og vejledning.
Et andet eksempel er rapporten "Inga kriser utan rykten" fra Myndigheten för samhällsskydd och beredskap (MSB), som diskuterer, hvordan mangel på information under kriser kan føre til rygtespredning og usikkerhed blandt befolkningen.
For at modvirke et informationsvakuum er det afgørende at have klare kommunikationsstrategier og hurtigt dele pålidelige oplysninger med offentligheden. Dette hjælper med at opretholde tillid og forhindre spredning af misinformation.